# Академія пана Ляпки (повість)
«Акаде́мія па́на Ля́пки» (пол. «Akademia pana Kleksa») — повість-казка польського письменника Яна Бжехви, перша частина трилогії про пригоди пана Ляпки. Дві наступні книги: «Мандри пана Ляпки» (1961) та «Тріумф пана Ляпки» (1965).
Вперше повість була опублікована 1946 року в Варшаві. Вона неодноразово перевидавалася та була перекладена багатьма мовами. У 1984 році за її мотивами було знято однойменний радянсько-польський художній фільм, а 2007 — створено мюзикл.

## Головні персонажі
- Пан Ляпка — директор фантастичної академії
- Адам Незгодка — дванадцятирічний учень академії пана Ляпки
- Матеуш — вчений шпак пана Ляпки, зачарований короленко
- Лікар Пай Хіво — придворний лікар останнього китайського імператора, вилікував смертельну рану короленка Матеуша
- Перукар Філіп — постачальник веснянок для пана Ляпки

## Сюжет
Дії відбуваються у фантастичній академії, директором котрої є пан Амброжи Ляпка. До академії приймаються лише хлопчики і лише ті, чиє ім'я починається з літери «А». Пан Ляпка вміє читати думки, літати, готувати страви з барвистих скелець, збільшувати чи зменшувати предмети. Своїх учнів він вчить ляпкографії, літеров'язання, лікування пошкоджених речей. Одним з таких учнів є Адам Незгодка і з ним в академії відбуваються всілякі незвичайні пригоди. А ще хлопець хоче допомогти зачарованому короленку Матеушові перетворитися зі шпака знову на людину.

## Видання та екранізації
Вперше книгу було опубліковано 1946 року, в Варшаві. Це було видання у м'якій обкладинці, яке містило 116 сторінок та 5 кольорових ілюстрацій, виконаних відомим польським ілюстратором Яном Марцинем Шанцерем. Повість неодноразово перевидавалася та була перекладена, зокрема, й українською, російською, болгарською, словацькою, сербською, німецькою мовами.
Перелік вибраних видань українською мовою:
- Ян Бжехва. Академія пана Ляпки = Akademia pana Kleksa / пер. з пол.: І. Барановської; Ілюстрації на обкладинці та внутрішні ілюстрації І. Вишинського та Н. Котел. — Київ : Веселка, 1976. — 128 с.
- Ян Бжехва. Академія пана Ляпки = Akademia pana Kleksa / пер. з пол.: І. Барановської; Ілюстрації на обкладинці та внутрішні ілюстрації І. Вишинського та Н. Котел. — 2-е. — Київ : Веселка, 1990. — 128 с. — ISBN 5-301-00802-1.
- Ян Бжехва. Академія пана Ляпки = Akademia pana Kleksa / пер. з пол.: Ю. Колеснікової; Ілюстрація на обкладинці Оксани Ільїних; внутрішні ілюстрації Лариси Горошко. — Київ : Національний книжковий проект, 2011. — С. 5-98. — (Бібліотека шкільної класики) — ISBN 978-617-592-083-1.
- Ян Бжехва. Академія пана Ляпки = Akademia pana Kleksa / пер. з пол.: Ю. Колеснікової; іл. Л. Горошко. — Київ : Національний книжковий проект, 2011. — 350 с. — (Дитячий світовий бестселер) — ISBN 978-617-592-084-8.

1984 року, за мотивами повісті, вийшов художній фільм для дітей, польсько-радянського виробництва, «Академія пана Ляпки», знятий режисером Кшиштофем Градовським. Фільм здобув популярність та низку відзнак і нагород.
2007 року у варшавському Музичному театрі «Рома» відбулася прем'єра мюзиклу «Академія пана Ляпки», музику до якого створив відомий польський композитор Анджей Кожиньський. Вистава ставиться на сценах багатьох театрів у Польщі, зокрема в Музичному театрі Торуня, Театрі Новому в Кракові, театрі «Маска» у Ряшеві та інших.